# Erik Zabel
Erik Zabel (Berlín; 7 de julio de 1970) es un exciclista alemán, profesional entre 1992 y 2008. Su último equipo fue el Team Milram. Ha conseguido 122 victorias a lo largo de su trayectoria profesional.
Es considerado uno de los mejores velocistas de los años 1990, vencedor de la clasificación por puntos del Tour de Francia en seis ocasiones y de la Vuelta a España en tres, con un total de doce etapas en el Tour y cinco en la Vuelta. Se clasificó primero en la clasificación de la UCI en los años 2001 y 2002, como segundo en 2000 y 2003 y como tercero en 2004.
Además de sus excelentes dotes en las llegadas masivas, Erik Zabel se defendía razonablemente bien cuando el terreno se pone cuesta arriba, lo que le ha llevado a ganar varias clásicas, incluida la Milán-San Remo, en cuatro ocasiones, y la Copa del Mundo de ciclismo.
Una vez finalizada su carrera deportiva, fue el impulsor de la carrera ciclista ProRace Berlín, que comenzó a disputarse a partir de 2011.
Es padre del también ciclista profesional Rick Zabel.

## Biografía
Zabel creció en el Este de Berlín. En su época de Amateur consiguió muy buenos resultados y estos le convirtieron en ciclista profesional de un pequeño equipo alemán en 1992. En 1993 fichó por el Team Telekom (más tarde T-Mobile Team), en este equipo se formó como un gran esprínter. Su mejor cualidad es su adaptabilidad para todos los terrenos, él podía disputar un sprint al gran Mario Cipollini y más tarde subir un puerto duro a un gran nivel. Esta facilidad para coronar cumbres le llevó a portar el maillot amarillo de líder durante el Tour de Francia; gracias a las bonificaciones en los sprints cogía el liderato y más tarde lo defendía con autoridad. Pero su verdadero récord en el Tour de Francia esta en torno a la clasificación de la regularidad. Erik Zabel fue el ciclista que más veces había ganado el maillot verde en la historia del Tour de Francia, siendo superado en 2019 por el eslovaco Peter Sagan, lo había conseguido un total de 6 veces pero en los últimos años los ciclistas australianos han sido un dolor de cabeza para él: Baden Cooke ganó en 2003 y Robbie McEwen en 2002, 2004 y 2006.
En 2003 consiguió el récord Ruban Jaune otorgado al ciclista más rápido en ganar una prueba de más de 200km cuando ganó la París-Tours. En 2004, Erik Zabel perdió la ocasión de ganar su 5.ª Milán-San Remo, el ciclista alemán perdió la clásica en favor de Óscar Freire, Zabel levantó los brazos demasiado pronto para celebrar su triunfo y Freire aprovechó ese momento para meter rueda y ganar la carrera; de este modo el cántabro demostró que hay que disputar las carreras hasta el final. A lo largo de ese año Zabel logró 9 victorias y 18 segundos puestos más. En los Campeonatos del Mundo en Ruta en Verona, Freire volvió a pasar primero por meta, consiguiendo de este modo su 2.º campeonato del Mundo y Zabel tuvo que conformarse con la plata.
Erik Zabel es mundialmente conocido por su entrega y disciplina a la hora de entrenar; en varias ocasiones ha admitido que le encanta entrenar y rodar sobre la bicicleta. Era uno de los pocos ciclistas que se mantenía activo durante toda la temporada ciclista. En este aspecto muchas veces se le ha comparado con su excompañero Jan Ullrich. Su mánager Walter Godefroot, comentó que si Ullrich hubiera tenido la disciplina de Erik Zabel, habría ganados más ediciones del Tour de Francia. En una entrevista hace no mucho tiempo, Zabel declaró que Godefroot era como un padre para él.
En el 2005, no fue elegido para participar en el Tour de Francia; su equipo, el T-Mobile quería hacer un equipo en torno a su líder Jan Ullrich y por eso creyeron conveniente no contar con los servicios de su mejor esprínter.
En la temporada 2006 fichó por el Team Milram; fue el líder del equipo junto con el italiano Alessandro Petacchi. Ese año ganó 2 etapas en la Vuelta a España y terminó 2.º en los Campeonatos del Mundo, por detrás de Paolo Bettini, mucha gente no esperaba este rendimiento por parte de este veterano ciclista.

### Dopaje
El 24 de mayo de 2007, Zabel admitió junto a su excompañero Rolf Aldag haberse dopado durante unas semanas del año 1996 con EPO, aunque lo dejó ese mismo año, según sus palabras. Militaba en el equipo Telekom.
El 24 de julio de 2013, se publicó un informe del Senado de Francia en el que se figuran los resultados de análisis en 2004 de muestras de sangre recogidas durante el Tour de Francia 1998. El nombre de Zabel se asoció a alguna de las muestras habían dado positivo, tras lo cual el ciclista reconoció haberse dopado de forma sistemática entre 1996 y 2004.

## Palmarés
| 1992 - 2 etapas de la Carrera de la Paz 1993 - 1 etapa de la Tirreno-Adriático - Tour de Berna 1994 - 4 etapas del Tour del Porvenir - 3 etapas de la Vuelta a Aragón - París-Tours - Clásica Haribo 1995 - 1 etapa de la Tirreno-Adriático - 2 etapas de los Cuatro Días de Dunkerque - 2 etapas de la Vuelta a Suiza - 2 etapas del Tour de Francia - 1 etapa de la Vuelta a Aragón 1996 - 1 etapa de la Vuelta a Andalucía - 1 etapa de los Cuatro Días de Dunkerque - 3 etapas de la Semana Catalana - 2 etapas del Tour de Francia, más clasificación por puntos - 1 etapa de la Tirreno-Adriático - 1 etapa de la Vuelta a los Países Bajos - 1 etapa de la Tour de Luxemburgo - Vuelta a Colonia 1997 - 1 etapa de la Challenge Vuelta a Mallorca - Vuelta a Andalucía, más 1 etapa - Trofeo Luis Puig - 1 etapa de la Vuelta a la Comunidad Valenciana - Milán-San Remo - 2 etapas de la Vuelta a Baviera - 1 etapa de la Vuelta a Suiza - 3.º en el Campeonato de Alemania en Ruta - 3 etapas del Tour de Francia, más clasificación por puntos - 1 etapa de la Vuelta a Holanda - 1 etapa de la Tour de Luxemburgo - Scheldeprijs Vlaanderen 1998 - 1 etapa de la Challenge a Mallorca - 1 etapa de la Vuelta a la Comunidad Valenciana - 3 etapas de la Tirreno-Adriático - Milán-San Remo - 2 etapas de la Vuelta a Baviera - Campeonato de Alemania en Ruta - 2 etapas de la Vuelta a Aragón - 1 etapa de la Tour de Luxemburgo - Clasificación por puntos del Tour de Francia - Delta Profronde - GP Buchholz 1999 - 2 etapas del Tour Down Under - 1 etapa de la Vuelta a la Comunidad Valenciana - 2 etapas de la Vuelta a Baviera - 2 etapas de la Volta a Cataluña - 3.º en el Campeonato de Alemania en Ruta - Gran Premio de Fráncfort - 1 etapa de la Vuelta a Aragón - 1 etapa de la Vuelta a Alemania - Clasificación por puntos del Tour de Francia - Sparkassen Giro Bochum 2000 - Trofeo Luis Puig - 1 etapa del Tour Down Under - Milán-San Remo - Amstel Gold Race - 1 etapa de la Vuelta a la Comunidad Valenciana - 2 etapas de la Semana Catalana - 1 etapa de la Vuelta a Renania-Palatinado - 2 etapas de la Volta a Cataluña - 1 etapa del Tour de Francia, más clasificación por puntos - 1 etapa de la Vuelta a Baviera - 1 etapa de la Tirreno-Adriático - 3 etapas de la Vuelta a Alemania - 1 etapa de la Vuelta a Andalucía - Copa del Mundo | 2001 - 2 etapas de la Challenge Vuelta a Mallorca - Trofeo Luis Puig - Milán-San Remo - 4 etapas de la Vuelta a Baviera - 2 etapas de la Vuelta a Suiza - 2.º en el Campeonato de Alemania en Ruta - 3 etapas del Tour de Francia, más clasificación por puntos - 3 etapas de la Vuelta a Alemania - 1 etapa de la Vuelta a la Comunidad Valenciana - HEW Cyclassics - 1 etapa de la Vuelta a Andalucía - 3 etapas de la Vuelta a España - Ranking UCI - 2.º en la Copa del Mundo 2002 - 1 etapa de la Tirreno-Adriático - 2 etapas de la Semana Catalana - 2 etapas de la Vuelta a Suiza - 3.º en el Campeonato de Alemania en Ruta - 1 etapa del Tour de Francia - 1 etapa del Tour de Luxemburgo - 1 etapa de la Vuelta a Baviera - 4 etapas de la Vuelta a Alemania - Gran Premio de Fráncfort - Vuelta a Núremberg - 1 etapa de la Vuelta a Aragón - 1 etapa de la Vuelta a los Países Bajos - Clasificación por puntos de la Vuelta a España - 3.º en el Campeonato Mundial en Ruta - Ranking UCI 2003 - 1 etapa de la Vuelta a Murcia - 2 etapas de la Semana Catalana - Campeonato de Alemania en Ruta - 1 etapa de la Vuelta a Baviera - 1 etapa de la Vuelta a Alemania - 1 etapa de la Vuelta a Holanda - 2 etapas de la Vuelta a España, más clasificación por puntos - París-Tours 2004 - 1 etapa de la Vuelta a Andalucía - Vuelta a Colonia - 2 etapas de la Vuelta a Baviera - Clasificación por puntos de la Vuelta a España - 2.º en el Campeonato Mundial en Ruta 2005 - 3.º en el Campeonato de Alemania en Ruta - Gran Premio de Fráncfort - París-Tours 2006 - 1 etapa de la Vuelta a Baviera - 2 etapas de la Vuelta a España - 2.º en el Campeonato Mundial en Ruta 2007 - 2 etapas de la Vuelta a Baviera - 1 etapa de la Vuelta a Suiza - 1 etapa de la Vuelta a Alemania - 1 etapa de la Vuelta a España 2008 - 1 etapa de la Vuelta a la Comunidad Valenciana - 2.º en el Campeonato de Alemania en Ruta |

## Resultados
Durante su carrera deportiva ha conseguido los siguientes puestos en Grandes Vueltas y carreras de un día.

### Grandes vueltas
| Carrera | Carrera         | 1992 | 1993 | 1994  | 1995 | 1996 | 1997 | 1998 | 1999 | 2000 | 2001 | 2002 | 2003  | 2004 | 2005 | 2006 | 2007 | 2008 |
| ------- | --------------- | ---- | ---- | ----- | ---- | ---- | ---- | ---- | ---- | ---- | ---- | ---- | ----- | ---- | ---- | ---- | ---- | ---- |
|         | Giro de Italia  | —    | —    | —     | —    | —    | —    | —    | —    | —    | —    | —    | —     | —    | 63.º | —    | —    | 80.º |
|         | Tour de Francia | —    | —    | 121.° | 90.º | 82.º | 66.º | 62.º | 89.º | 61.º | 96.º | 82.º | 107.º | 59.º | —    | 86.º | 79.º | 43.º |
|         | Vuelta a España | —    | —    | —     | Ab.  | —    | —    | —    | —    | —    | 86.º | 69.º | 72.º  | 43.º | 62.º | 62.º | 73.º | 49.º |

### Clásicas, Campeonatos y JJ. OO.
| Carrera               | Carrera               | 1992 | 1993         | 1994         | 1995         | 1996 | 1997          | 1998          | 1999          | 2000 | 2001          | 2002          | 2003          | 2004 | 2005          | 2006          | 2007          | 2008 |
| --------------------- | --------------------- | ---- | ------------ | ------------ | ------------ | ---- | ------------- | ------------- | ------------- | ---- | ------------- | ------------- | ------------- | ---- | ------------- | ------------- | ------------- | ---- |
| Omloop Het Nieuwsblad | Omloop Het Nieuwsblad | —    | —            | 7.º          | —            | —    | —             | —             | —             | —    | —             | —             | —             | —    | —             | —             | —             | —    |
|                       | Milán-San Remo        | —    | 94.º         | 16.º         | 69.º         | 39.º | 1.º           | 1.º           | 2.º           | 1.º  | 1.º           | 70.º          | 6.º           | 2.º  | 14.º          | 21.º          | 6.º           | 17.º |
| A través de Flandes   | A través de Flandes   | —    | 48.º         | —            | 4.º          | —    | —             | —             | —             | —    | —             | —             | —             | —    | —             | —             | —             | —    |
| E3 Harelbeke          | E3 Harelbeke          | —    | 139.º        | —            | —            | —    | —             | —             | —             | —    | —             | —             | —             | —    | —             | 12.º          | 29.º          | 40.º |
| Gante-Wevelgem        | Gante-Wevelgem        | —    | —            | 36.º         | 8.º          | 11.º | 93.º          | 6.º           | 23.º          | 41.º | 9.º           | 8.º           | Ab.           | —    | 9.º           | 41.º          | —             | 8.º  |
|                       | Tour de Flandes       | —    | 59.º         | 22.º         | 69.º         | 20.º | 36.º          | 43.º          | 22.º          | 4.º  | 53.º          | 10.º          | 43.º          | —    | 4.º           | 11.º          | Ab.           | 67.º |
| Scheldeprijs          | Scheldeprijs          | —    | 60.º         | —            | 9.º          | —    | 1.º           | —             | 2.º           | 7.º  | —             | —             | 5.º           | —    | —             | —             | 7.º           | 4.º  |
|                       | París-Roubaix         | —    | —            | —            | 44.º         | 36.º | 41.º          | Ab.           | 29.º          | 3.º  | Ab.           | 26.º          | 15.º          | —    | 76.º          | 12.º          | —             | —    |
| Flecha Brabanzona     | Flecha Brabanzona     | —    | —            | —            | —            | —    | —             | —             | —             | —    | —             | —             | —             | —    | —             | 8.º           | 67.º          | Ab.  |
| Amstel Gold Race      | Amstel Gold Race      | —    | —            | —            | —            | 38.º | 62.º          | 39.º          | 13.º          | 1.º  | Ab.           | 9.º           | 15.º          | 16.º | 49.º          | —             | 58.º          | 23.º |
| Flecha Valona         | Flecha Valona         | —    | —            | —            | —            | —    | —             | Ab.           | —             | —    | —             | —             | —             | —    | —             | —             | —             | —    |
|                       | Lieja-Bastoña-Lieja   | —    | —            | —            | —            | —    | —             | —             | —             | 39.º | —             | —             | —             | 81.º | —             | —             | —             | —    |
| Cyclassics Hamburg    | Cyclassics Hamburg    | X    | X            | X            | X            | 65.º | —             | 22.º          | 9.º           | 4.º  | 1.º           | 77.º          | 6.º           | 7.º  | 15.º          | 2.º           | 5.º           | —    |
| Clásica San Sebastián | Clásica San Sebastián | —    | 73.º         | —            | —            | —    | —             | —             | —             | 55.º | —             | —             | 63.º          | —    | —             | —             | —             | —    |
| París-Tours           | París-Tours           | —    | 49.º         | 1.º          | 25.º         | 91.º | —             | —             | —             | 11.º | 3.º           | 3.º           | 1.º           | —    | 1.º           | Ab.           | 11.º          | 7.º  |
|                       | Giro de Lombardía     | —    | 60.º         | —            | —            | —    | —             | —             | —             | Ab.  | —             | —             | —             | —    | —             | —             | —             | —    |
| JJ. OO. (Ruta)        | JJ. OO. (Ruta)        | 4.º  | No disputado | No disputado | No disputado | 20.º | No se disputó | No se disputó | No se disputó | 14.º | No se disputó | No se disputó | No se disputó | 4.º  | No se disputó | No se disputó | No se disputó | X    |
| Mundial en Ruta       | Mundial en Ruta       | —    | Ab.          | Ab.          | —            | —    | —             | —             | —             | —    | 5.º           | 3.º           | 11.º          | 2.º  | 28.º          | 2.º           | 18.º          | 29.º |
| Alemania en Ruta      | Alemania en Ruta      | —    | —            | —            | —            | —    | 3.º           | 1.º           | 3.º           | —    | 2.º           | 3.º           | 1.º           | —    | 3.º           | 11.º          | —             | 2.º  |

—: No participa

Ab.: Abandono

X: Ediciones no celebradas

## Palmarés en pista

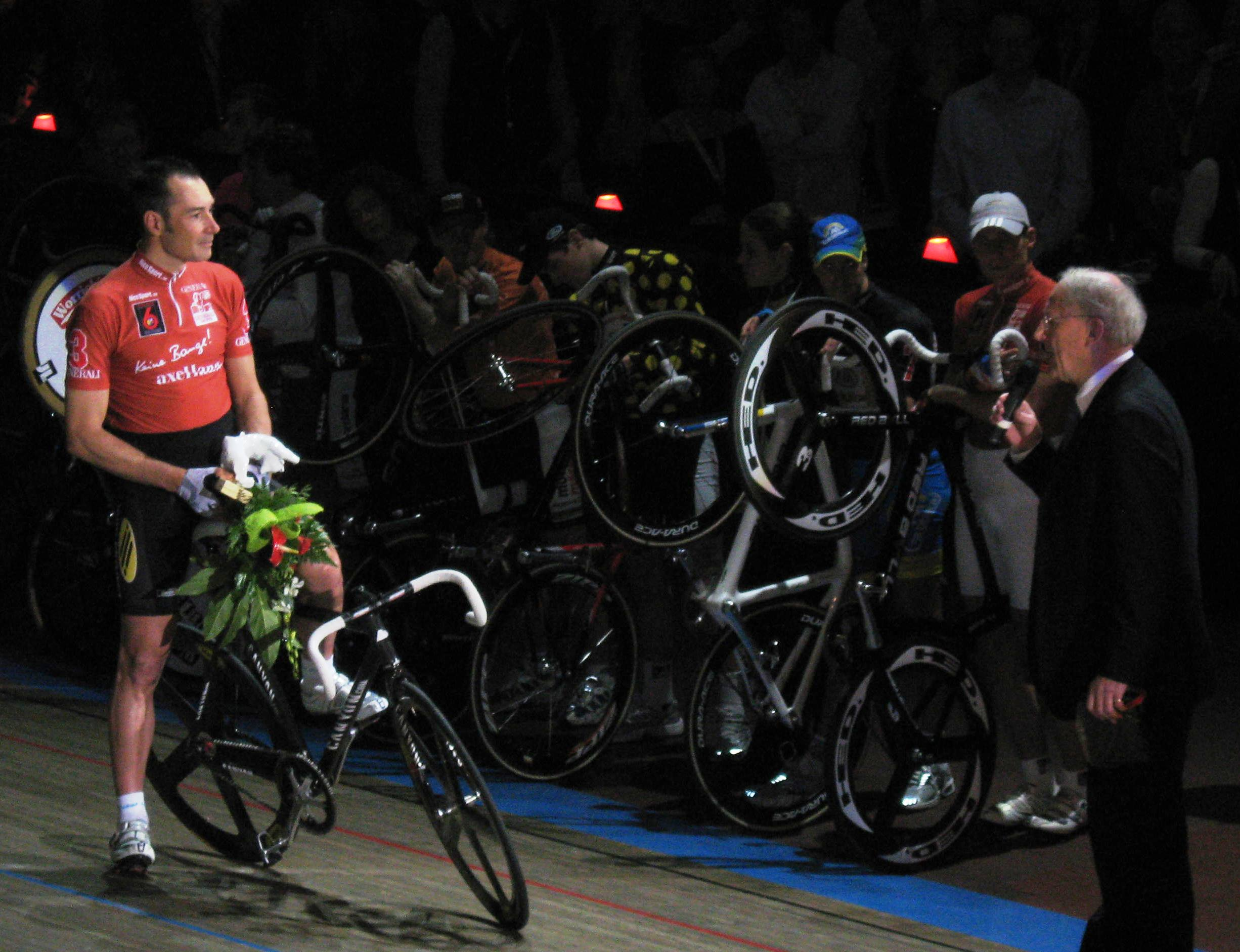
Erik zabel en los Seis Días de Berlín 2009

| 1995 - Seis días de Múnich (con Etienne De Wilde) 1996 - Seis días de Dortmund (con Rolf Aldag) 2000 - Seis días de Dortmund (con Rolf Aldag) 2001 - Seis días de Dortmund (con Rolf Aldag) - Seis días de Múnich (con Silvio Martinello) 2005 - Seis días de Dortmund (con Rolf Aldag) - Seis días de Múnich (con Robert Bartko) | 2006 - Seis días de Dortmund (con Bruno Risi) - Seis días de Múnich (con Bruno Risi) - Seis días de Büttgen 2007 - Seis días de Bremen (con Bruno Risi) 2008 - Seis días de Dortmund (con Leif Lampater) 2009 - Seis días de Berlín (con Robert Bartko) - Seis días de Bremen (con Leif Lampater) |

## Premios y reconocimientos
- 2.º puesto en la Bicicleta de Oro (2000 y 2001).
- Mendrisio de Oro (2001).

## Equipos
- Deutsche Telekom (1993-2003)
- T-Mobile (2004-2005)
- Team Milram (2006-2008)